# NGC 2385
NGC 2385 je galaksija u zviježđu Blizancima.

## Vanjske poveznice
- SEDS: NGC 2385